# Jonathan Buatu
Jonathan Buatu Mananga (Liège, 27 de setembro de 1993) é um futebolista belgo-angolano que atua como zagueiro ou volante. Atualmente defende o Gil Vicente e a Seleção Angolana.

## Carreira em clubes
Após jogar nas categorias de base de 4 equipes (RFC Liège, Saint-Louis Athus, Montegnée e Standard de Liège), Buatu se profissionalizou no Standard em 2009 e fez sua estreia no futebol em abril de 2010, com apenas 16 anos de idade. Permaneceu vinculado aos Rouches até 2012, mas não voltaria a entrar em campo pela equipe, assinando no mesmo ano com o Genk. O zagueiro também não chegou a disputar partidas oficiais com a camisa do KRC, que o emprestaria ao FC Brussels, onde jogou uma vez.
Em 2015, foi contratado pelo Fulham, tendo atuado somente pelo time reserva dos Cottagers por 2 temporadas. Voltaria à Bélgica em 2015 para defender o Waasland-Beveren, onde teve mais destaque: até 2018, Buatu disputou 85 jogos oficiais e marcou 3 gols. Ele ainda defendeu Rio Ave, Excel Mouscron, Desportivo das Aves, Sint-Truiden, Eyüpspor e Valenciennes.
Em janeiro de 2024, o Gil Vicente anunciou a contratação de Buatu.

## Carreira internacional
Tendo representado a Bélgica apenas na base, Buatu optou em defender a Seleção Angolana principal. A estreia do zagueiro pelos Palancas Negras foi em agosto de 2014, na derrota por 1 a 0 para a Etiópia.
Foi convocado para a Copa Africana de 2019, mas não entrou em campo. Seu primeiro gol pela Seleção Angolana foi na vitória por 3 a 1 sobre a Gabão, em outubro de 2021, pelas eliminatórias da Copa de 2022.
Ele ainda seria lembrado para a CAN 2023 (sediada na Costa do Marfim), disputando 3 partidas.